# Савез за Србију
Савез за Србију је била опозициона политичка коалиција у Србији, формирана у септембру 2018, а распуштена у августу 2020.
Десет странака и покрета који су учествовали у оснивању су: Демократска странка, Заједно за Србију, Здрава Србија, Левица Србије, Народна странка, Српски покрет Двери, Покрет за преокрет, Народни покрет Срба са Косова и Метохије "Отаџбина", Удружени синдикати Србије "Слога" и неформална група грађана блиска иницијатору окупљања, Драгану Ђиласу. Накнадно се СЗС-у придружило и више странака и група грађана, Ђилас је формирао сопствену странку (која је аутоматски ступила међу осниваче Савеза), док су Здрава Србија и Заједно за Србију искључене из чланства због одлуке о изласку на локалне изборе 2020. године.
У првих годину дана постојања, Савез за Србију се учврстио као најмногобројнија опозициона коалиција у Србији, блиско сарађујући и са политичким организацијама које нису његов део, попут Странке модерне Србије, Социјалдемократске странке, Нове странке, Покрета слободних грађана, Доста је било и Демократске странке Србије. СЗС је одиграо једну од пресудних улога у покретању и координацији протеста у Србији 2018 — 20, који су изнедрили почетак бојкота рада парламента, бојкот парламентарних избора и потписивање тзв. "Споразума с народом". На састанку уједињене српске опозиције у бојкоту избора прихваћена је иницијатива Савеза за Србију о формирању ширег заједничког опозиционог фронта српске опозиције од свих који су бојкотовали изборе на свим нивоима.

## Чланови савеза
- Странка слободе и правде
- Српски покрет Двери
- Народна странка
- Демократска странка
- Покрет за Преокрет
- УСС Слога
- НП Отаџбина
- Пиротска нова снага
- Покрет за породицу
- Млади Милановца
- Покрет за наш град
- Гласно за омладину
- Против диктатуре
- Покрет ветерана Србије
- Социјалистички покрет Србије
- Покрет за безбедну Србију
- Демократска заједница војвођанских Мађара
- Војвођански клуб социјалиста
- Српска слога
- Удружење синдиката пензионисаних
војних лица Србије
- Самостални синдикат поштанских
радника
- Државотворни покрет
Србије
- Грађанска
платформа
- Покрет слободна
Србија

## Формирање

### Позадина
Корен "Савеза за Србију" представља предизборна листа "Драган Ђилас - људи одлучују, Београд побеђује", која је учествовала на београдским изборима 2018. године, а у којој су, поред Ђиласа, били и Покрет слободних грађана Саше Јанковића, Народна Странка Вука Јеремића, Левица Србије Борка Стефановића, Покрет за Преокрет Јанка Веселиновића и Удружени Синдикат Србије "Слога".
 Ова листа је, са око 19% освојених гласова на изборима, заузела друго место у градском парламенту, те је одмах најављено како ће се приступити формирању опозиционе коалиције на националном нивоу. У том смислу, средином марта је Драган Ђилас направио свој предлог од тринаест тачака за уједињење опозиције, а онда је почетком априла упутио позив за окупљање "истински опозиционих" странака и покрета, са намером да се нова коалиција формира до 9. маја.
Јанковић и његов покрет су се, пак, убрзо повукли из процеса формирања ове коалиције, незадовољни идејом осталих партнера да се Савезу придруже и националистичке и евроскептичне странке и покрети, попут Српског покрета Двери. Наредних недеља је дошло до одлагања формирања коалиције, што је довело до бројних медијских спекулација око тога да ли ће Савез уопште бити оформљен. До новог искорака у смеру укрупњавања политичке сцене долази почетком јуна, када на унутарстраначким изборима у Демократској странци побеђује Зоран Лутовац, присталица прављења коалиције. Наредних недеља се преговори интензивирају, те се појављују медијске спекулације како ће Савез бити оформљен до краја јула, но, почетком августа, Вук Јеремић најављује да ће формирање бити заокружено у септембру.
У међувремену, "Двери" и Здрава Србија потврђују да ће бити међу оснивачима коалиције.

### Став појединих чланица

#### Председништво "Двери"
Крајем јула, о уласку у Савез је расправљало председништво "Двери". Од 93 присутна члана на седници 31. јула, 58 је гласало за, 5 је било уздржано, а 30 против. Међу противницима ступања у коалицију су били и истакнути чланови покрета, Срђан Ного и Иван Костић. Но, иако су медији спекулисали о расколу унутар "Двери", сви чланови су то одлучно одбацили.

#### Главни одбор Демократске странке
На дан када је заказана оснивачка скупштина Савеза, одржана је и седница главног одбора Демократске странке, за коју су бројни медији спекулисали да ће водити својеврсном "унутарстраначком пучу", услед противљења дела чланства формирању коалиције у којој су Двери и Здрава Србија. Неколико дана раније, бивши председник ове странке, Драган Шутановац, отворено је исказао своје незадовољство новим страначким усмерењима, те је најавио да ће "све што му смета у ДС-у, рећи на главном одбору". Ипак, у раним поподневним часовима, ово страначко тело је дало подршку уласку у савез великом већином, при чему је 180 одборника гласало за, а 9 против. Међутим, вреди напоменути да је међу противницима ступања у коалицију, поред Шутановца, било и неколико веома истакнутих чланова странке, укључујући и неке од оснивача ДС-а, попут Виде Огњеновић, Гордане Чомић и - што је нарочито привукло интриге - први председник ДС-а после обнављања рада ове странке, Драгољуба Мићуновића, који је према једним изворима - пошто му је одузета реч - разочаран напустио седницу. Сам Мићуновић је изјавио да таква интерпретација не одговара истини, иако је признао да је био против уласка ДС-а у СЗС.

### Званично оснивање
Дана 2. септембра 2018. године је у Сава центру одржана оснивачка седница коалиције, којој су поред представника странака и покрета учесника, те новинара, присуствовале и говориле и поједине јавне личности, попут писца и песника Љубивоја Ршумовића и редитељке Јелене Балашевић.

## Статутарни аспекти и структура
У заједничкој изјави за јавност је најављено да ће се све одлуке унутар коалиције доносити консензусом. Оснивачи су наговестили да коалиција неће имати сталног председника, већ да ће се председништво ротирати азбучним редом међу лидерима Савеза. Поред тога, наговештено је да ће поред председништва функционисати и консултативно тело, названо Конференција за Србију.
19. априла 2019, неформална група грађана око Драгана Ђиласа је прерасла у засебну, Странку слободе и правде, којој је припојена и Левица Србије.

## Представљање програма
Крајем јула 2018. године, часопис "Недељник" је објавио тзв. "Програм од тридесет тачака", који представља стратешки правац деловања Савеза за Србију. 

Неки од кључних елемената овог програма представљају: 
- Стварање услова за фер и поштене изборе
- Очување Косова и Метохије у саставу Србије у складу са Уставом и Резолуцијом 1244 СБ УН
- Лустрација за све јавне функционере, који су делали од 1990. године.
- Нови Закон о раду
- Жене и мушкарци једнако плаћени за исти посао.[24]

Такође, независно од овог програма, потоњи лидери савеза су се обавезали да првих годину дана од тренутка доласка на власт, буде формирана прелазна влада, која би обезбедила одржавање фер и поштених избора, после чега би се савез расформирао, а све учеснице би кандидовале своје идеолошке програме.
Током друге половине 2018. године, челници коалиције су организовали више скупова по градовима Србије, са циљем промоције овог програма. Први скуп је организован у Шапцу, 1. августа, те је протекао уз мање инциденте, када су чланови и симпатизери владајуће Српске напредне странке вербално напали организаторе скупа, после чега је дошло и до мањег физичког обрачуна.
Наредни скупови (до напада на Борка Стефановића и представнике Левице Србије 23. новембра) су прошли без инцидената, мада је, према тврдњама организатора, власт ускратила (или покушала да ускрати) сале за неколико трибина.

## Политичке активности

### Споразум са народом
Дана 28. септембра је РТС-у упућен званични допис, у коме се захтева равноправнија медијска заступљеност (најмање тридесет минута недељног присуства на јавном сервису), учешће у дебатама, те читање демантија и одговора "клевете и лажи представника власти о Савезу или његовим чланицама". РТС-у је уједно дат рок од две недеље да испуни те захтеве, при чему је СЗС наговестио радикализацију свог деловања у случају да они не буду испуњени. 
Дана 12. октобра, Савез за Србију је био међу кључним иницијаторима окупљања опозиције ради дефинисања заједничке платформе о изборним и медијским условима у земљи, а на коме је формирана заједничка група. Ова група је рад завршила око два месеца касније и тада је потписан споразум о слободним и поштеним изборима, коме су приступили Савез за Србију, Демократска странка Србије, Социјалдемократска странка, Нова странка, "Не да(ви)мо Београд", "Доста је било", Покрет центра, Демократски савез Мађара и други. Интересантно, потпис није ставио нико од представника Грађанског блока 381.
У јеку протеста "Један од пет милиона", СЗС је водио преговоре са више других опозиционих странака и покрета, те је тако претходни споразум 6. фебруара допуњен тзв. "Споразумом са народом" у седам тачака, којим је предвиђена заједничка борба за слободне и фер изборе, слободне медије, те напуштање институција и бојкот неслободних избора. Изузев неколико странака и покрета, овом споразуму је приступила велика већина српске опозиције.

### Протести
Као реакција на пребијање Борка Стефановића 23. новембра (видети секцију Физички сукоби), 28. новембра је у СО Стари град у Београду одржана заједничка трибина јавних личности и појединих опозиционара, под називом "Стоп крвавим кошуљама", која номинално није имала везе са самим Савезом, а на њој су говорили сам Стефановић, Вида Огњеновић, Синиша Ковачевић, Сергеј Трифуновић, Биљана Лукић и други, позивајући на генерални бојкот режима и уличне протесте. Потом је 30. новембра одржан протестни скуп готово целокупне опозиције у Крушевцу, који је по први пут укључивао и протестну шетњу. Наредно протестно окупљање је најављено за 8. децембар у самом Београду, а позивајући на овај скуп на седници Народне скупштине Републике Србије, Бошко Обрадовић је носио жути флуоресцентни прслук, симбол актуелних анти-макроновских протеста у Француској.
На том протесту се, према различитим проценама, окупило више хиљада грађана: представници власти су тврдили да је на скупу било око 2500 учесника, док су процене опозиције говориле о више од 10 000, па чак и 15 000 демонстраната. На наредним скуповима, број демонстраната је растао, па је (према процени организатора) изнет податак да је већ треће недеље београдског протеста изашло око 40 000 учесника.
Протести у Београду су наредних месеци наставили да се одржавају сваке суботе у исто време, а проширили су се на више десетина градских и општинских места у Србији.
Како би пружили додатну подршку протестима, сви опозициони посланици (са изузетком чланова ЛДП-а и СРС-а) су, примарно на иницијативу СЗС-а, а почев од посебне седнице Народне скупштине Републике Србије 28. јануара, на којој је говорио председник Словеније, Борут Пахор, отпочели бојкот парламента. Претходно су поједини посланици Демократске странке Пахору уручили документацију о нападима власти на опозицију и медије.
Поједини лидери коалиције су лично предводили упад у зграду РТС-а и блокаду Председништва 16. и 17. марта 2019. године.

### Локална питања
Први локални одбор СЗС-а је званично основан у Горњем Милановцу 3. октобра 2018. После тога, уследило је оснивања других локалних одбора коалиције.
Када су заказани локални избори у четири општине у Србији за 4. децембар 2018, СЗС је наговестио да су они "нелегално расписани" у Кладову, Кули и Дољевцу, јер им још није законски рок, те да ће их можда бојкотовати, док су чланови коалиције од раније најављивали да ће сигурно изаћи на изборе у општини Лучани. 6. новембра је Савез саопштио да ће избори у поменуте три општине дефинитивно бити бојкотовани.
На изборима у Лучанима је коалиција освојила свега 9,57%, те је, иако је била другопласирана, остала је далеко иза водећег СНС-а, који је освојио 66,25%. Ипак, сам изборни дан су обележиле велике контроверзе (видети одговарајућу секцију).

### Преговори о изборним условима
Дана 30. јула 2019. године, више београдских медија је пренело да је Фонд за отворено друштво у просторијама Факултета политичких наука Универзитета у Београду организовао припремни скуп представника власти и опозиције, којим се наговештава организација округлог стола о изборним условима. Према наводима, скупу су присуствовали Небојша Стефановић, Владимир Ђукановић и Владимир Орлић испред СНС-а, те више представника СЗС-а испред опозиције. На састанку је било и више других представника невладиног сектора, попут ЦЕСИД-а и ЦРТЕ. У саопштењу Факултета политичких наука је наведено да је изборни процес оптерећен бројним проблемима који представљају подлогу за оспоравање резултата, те да ће теме округлих столова бити анализе изборних процеса у целини, финансирање кампања, приступ медијима и њихова контрола, бирачки списак и изборна администрација, као и обезбеђивање бирачког права свим грађанима. Представници удружења „Један од пет милиона” су саопштили да је дијалог између власти и позиције пожељан, али да је дошао касно, као и да ће организатори протеста активно подржавати бојкот редовних парламентарних избора уколико се не имплементирају препоруке стручног преговарачког тима.
Округли столови су вођени по правилима куће "Четам", што је подразумевало да учесници не смеју да износе у јавност детаље о томе шта су говорили други саговорници, што је изазвало извесне контроверзе.
Управо због тога се Странка слободе и правде повукла са преговора већ после првог састанка, инсистирајући да се округли сто у потпуности отвори за јавност.
Након извесних вербалних сукоба на трећем састанку, те одбијања организатора да отворе састанке за јавност, цео Савез за Србију је донео одлуку о напуштању овог округлог стола.
За разлику од већине осталих опозиционих актера, Савез није учествовао ни у преговорима са влашћу, у којима су посредовали чланови и бивши посланици Европског парламента, иако су се представници коалиције одвојено састали са појединим европарламентарцима.

### Бојкот избора
16. септембра 2019. године, после сродних одлука чланица, Савез за Србију је донео одлуку о бојкоту избора на свим нивоима. 
Упркос одређеним резултатима преговора са невладиним сектором и европским парламентарцима, одлука СЗС-а о бојкоту није промењена.

## Реакције и критике
Одлука о формирању Савеза за Србију је у тренутку њене реализације донела опречна мишљења у опозиционом јавном мњењу. Извесно је да оснивање савеза није довело до потпуног уједињења политичких противника режима, јер су извесни опозициони актери, попут Покрета слободних грађана, Нове странке, Нове Србије, Демократске странке Србије, покрета Доста је било, Социјалдемократске странке и Покрета Центра, барем у тренутку оснивања, остали изван коалиције.
Још пре званичног формирања, структура, чланство и програмска начела су се нашла на мети удара левичарских, либералних и проевропских појединаца и покрета, који су критиковали конзервативизам и национализам знатног дела коалиције.
Тако је, примера ради, политиколог Јово Бакић, близак грађанским удружењима и левичарским покретима, "коалицију Ђиласа, Јеремића и Обрадовића" назвао "корпом трулог воћа", са којом неће сарађивати ни левица ни десница.
Колумниста портала "Пешчаник", Дејан Илић је, коментаришући програм од тридесет тачака, Савез за Србију назвао "Савезом без промена" (алузија на Савез за промене, опозициону коалицију из 1999. године, која је претходила ДОС-у), а у самом тексту и "савезом за континуитет", јер - према њему - нема најаве суштинског раскида са актуелном политиком. Он је истакао програмску и концепцијску сличност савеза са владајућом коалицијом, имплицирајући да је погубно што се савез не одриче политике национализма и конзервативизма, те износећи скепсу да ће Нова странка и Покрет слободних грађана (као други део политичког спектра опозиције) сами моћи друштву да донесу потребан дисконтинуитет. Аутор је, такође, критиковао политику противљења увођењу ГМО хране у слободан промет, истичући како је такав став близак теоријама завере.
Новинар и економски аналитичар, Миша Бркић је критиковао економске аспекте програма од тридесет тачака, називајући их утопијским и упоређујући их са НЕП-ом у Совјетском Савезу. Због тих тврдњи, Бркић је наредних дана водио жучну медијску преписку са Ђиласом, који је установио да је економски програм СЗС-а близак државном капитализму.
Са друге стране, колумнисткиња и аналитичарка Јасмина Лукач је изнела махом позитиван став о коалицији, критикујући поделу на конзервативну и про-европску опозицију као вештачку, те подсећајући да су бројни делови тзв. грађанске и либералне опције сами неретко кокетирали са конзервативизмом и национализмом, па чак (у случају Саше Јанковића) и са режимом Слободана Милошевића.
Новинарка Татјана Војтеховски (која је раније активно подржавала председничку кандидатуру Саше Јанковића, те потом накратко била и члан његовог Покрета слободних грађана) је начелно позитивно оценила Савез за Србију, коментаришући како је "укрупњавање једини начин борбе с влашћу и системом који је направила". Ипак је истакла да опозиција мора да допусти да буде и критикована, како не би постала иста као власт.
Наиме, у ранијем делу интервјуа је изјавила како је управо та врста искључивости њу и удаљила од политике Саше Јанковића.

### Други опозициони програми и коалиције
Као реакција на формирање Савеза за Србију, и други актери у опозицији, како грађански и либерални тако и десничарски и националистички, су створили или изразили намеру да створе своје коалиције или платформе са својим програмима.
Дана 21. јула 2018. године, председник општине Нови Београд, одборник скупштине града Београда и бивша ватерполо-звезда, Александар Шапић је изабран за председника нове странке, Српског патриотског савеза. Она је, заправо, настала из постојећег Покрета уједињених локалних самоуправа, који је променио име и статут.
Шапић је изјавио да његова странка неће бити ни "проамеричка, ни проруска, ни профранцуска", већ национално оријентисана, те је одбацио могућност приступања било којој коалицији.
Нова странка Зорана Живковића је 17. августа 2018. године изнела сопствени политички програм, којим су на формирање опозиционе коалиције позвани сви осим "Двери", које не сматрају подобним за сарадњу због проруске оријентације. Овај програм је јасно проевропски оријентисан.
По напуштању преговора о формирању Савеза за Србију, Покрет слободних грађана Саше Јанковића је више пута наговестио оснивање сопствене коалиције грађанско-либералне оријентације. 21. августа 2018. године је формализован "Грађански блок 381", у коју су (поред ПСГ-а) ступили Зелена еколошка партија - Зелени (која је касније иступила), Мађарски покрет, Шумадијска регија и Коалиција Толеранција. Јанковић је изабран за председника овог покрета. Ипак, после Јанковићевог повлачења из политике, ова коалиција је, фактички, престала да постоји већ крајем 2018.
Председник Нове Србије, Велимир Илић је наговестио да ће средином септембра (2018) представити "потпуно нову десницу на политичкој сцени", коју ће консултативно подржати он, владика црногорско-приморски Амфилохије Радовић, Матија Бећковић, те је изразио жељу да им се у том капацитету придружи и Војислав Коштуница. У нешто другачијем саставу од наговештеног, крајем новембра 2018. године је основан блок Национални центар.
Лидер Либерално-демократске партије, Чедомир Јовановић је најавио оснивање Коалиције за мир, не прецизирајући уопште да ли ће она деловати у опозиционом капацитету, те не дајући више детаља о том савезу. 29. септембра, Јовановић је путем свог "Фејсбук" налога обавестио јавност да је та коалиција основана, али није прецизирао ко се у том политичком савезу придружио ЛДП-у.
Радомир Лазовић из иницијативе Не да(ви)мо Београд је најавио да ће овај покрет приступити "грађанском фронту без политичких партија".
Ромска Партија на челу са Срђаном Шајном и Јединствена странка Правде, чији је председник Дејан Матић, потписали су споразум о политичкој сарадњи и саопштиле да се тај нови савез "Роми Србије", придружује протестима "1 од 5 милиона". Јачање гласа маргиналних група и окупљање Рома и Ромкиња у политичком животу правно уређене државе је кохезиона снага тог политичког савеза. Савез "Роми Србије" је спреман за разговоре са осталим политичким чиниоцима у земљи као партнер а не подизвођач радова.

## Контроверзе
Средином августа 2018. године, један од потоњих оснивача савеза, Милан Стаматовић је био међу организаторима тзв. "Омладинског кампа" на Златибору, на коме су учествовала претежно деца и адолесценти. Овај камп је у великој мери био паравојног карактера, јер су учесници, између осталог, носили униформе, те учили да користе оружје и да се сналазе у природи на начин како то чине војне јединице. Мада су власти, најпре, одобриле организацију овог кампа, касније је, по наређењу министра унутрашњих послова, он прекинут. Док су власт, бројне невладине организације и покрети либерално-грађанске оријентације осудили организацију овог кампа, остали челници каснијег савеза нису коментарисали овај догађај.
У другој половини септембра исте године, један од оснивача и тадашњи председавајући Савеза, Жељко Веселиновић је путем свог "Фејсбук" налога увредио председницу Владе Србије, Ану Брнабић, позивајући на њено силовање. Ово је изазвало бурне реакције у Скупштини града Београда, где је Веселиновић одборник, те је усвојена одлука о осуди такве изјаве. Одборници СЗС-а нису присуствовали расправи на ту тему, док од присутних у сали, једино представници одборничке групе ПСГ-а нису гласали за одлуку. Драган Ђилас је, са друге стране, осудио Веселиновићеву изјаву, али је прихватио и његово претходно извињење, те образложење да је дотични текст написан у афекту. Ђилас је такође установио да не постоји начин да се Веселиновић због те изјаве искључи из коалиције. Ипак, у јануару 2019. године, Веселиновић је на "Твитеру" изазвао нову аферу, када је невенчану супругу покојног лидера иницијативе Србија, демократија, правда, Оливера Ивановића — Милену Поповић — назвао "ђаволом" због њене одлуке да не подржи протестни скуп опозиције 16. јануара, којим се уједно давао помен овом српском политичару са Космета. Драган Ђилас је истакао како Веселиновићеве изјаве нису прихватљиве, те да, овог пута, извињење није довољно. 14. јануара, Веселиновић се повукао из председништва СЗС-а, истичући како "Слога" без икаквих резерви остаје део коалиције.
Крајем септембра 2018, дошло је до делимичног раскола унутар градског одбора Народне странке у Крагујевцу, када су поједини чланови, према сопственим речима, "спречили недемократску промену власти у том граду". Куриозитет је да Народна странка није, притом, део крагујевачке градске скупштине. Услед тих догађаја, председник градског одбора НС-а у Крагујевцу, Александар Бабић је поднео оставку.
Средином октобра, велику медијску пажњу је привукла контроверзна изјава члана "Двери" и народног посланика Срђана Нога, који је позвао на јавно вешање Ане Брнабић и Александра Вучића, услед наводног парафирања тзв. "Даблинског споразума". Према Ноговим речима, председница Владе Србије је тиме омогућила да се милион и двеста хиљада избеглица из Европске уније насели у Србији. Остали чланови Савеза за Србију, укључујући и лидера "Двери", Бошка Обрадовића су осудили његову изјаву и оградили се од ње. Истог дана, Више тужилаштво у Београду је покренуло предистражни поступак против Нога. Он је, потом, поднео оставку у председништву "Двери".
На конференцији поводом представљања придружених десет чланица Савезу, дошло је до вербалног сукоба Драгана Ђиласа и уредника дневног листа "Информер", Драгана Ј. Вучићевића. Наиме, више лидера Савеза (укључујући и Ђиласа) је раније тужило Вучићевића због говора мржње, док је овај узвратио питањем: "Због чега треба да идем у затвор?" (што су му Ђилас и други поручивали претходних дана), те је истакао да се тако нешто није дешавало "ни у време диктатуре Јосипа Броза Тита.
Дана 6. новембра, непуних недељу дана по приступању његове организације Савезу, председник Покрета за безбедну Србију, Лепомир Бакић је, према сопственим речима, из безбедносних разлога и претњи од стране власти био принуђен да напусти Србију.
На дан локалних избора у општини Лучани, 16. децембра, дошло је до великих контроверзи и неправилности на и око бирачких места. У току дана, више пута су из неутврђених разлога привођени чланови бирачког одбора испред Савеза за Србију, а у полицијској станици је, по наводном налогу министра унутрашњих послова Небојше Стефановића, била присутна државна секретарка при МУП-у, Дијана Хркаловић. У једном тренутку, високо котирани чланови СЗС-а, предвођени Бошком Обрадовићем су ушли у локалну станицу полиције, захтевајући да се један њихов приведен члан одбора, Лазар Ђуровић, пусти на слободу. Дошло је до вербалног сукоба са Дијаном Хркаловић, те локалним начелником полиције. На крају је Ђуровић пуштен. 
Као и више пута до тада, опозиција је оптуживала СНС за куповину гласова, прављење двоструких бирачких спискова, уцене и друге нерегуларности, око чега је најављено састављање тзв. "Беле књиге". Истакнуто је да ће опозиција (нарочито имајући у виду неколико дана раније потписан споразум СЗС-а са другим странкама) бојкотовати све изборе, док они поново не буду регуларни.
Стефановић и Хркаловић су одбацили све оптужбе, наводећи да СЗС врши насиље, што се видело кроз упад активиста ове коалиције у зграду полицијске станице.
На једном од протеста у Београду, 19. јануара 2019. године, дошло је до вербалног обрачуна Драгана Ђиласа и чланова студентске марксистичке организације "Маркс21". Активисти ове групе су наредног дана оптужили Ђиласа за "ауторитарни, мизогини и хомофобни иступ". Према наводима саме организације, они су отворено вређали Ђиласа и прозивали га да његова политика представља континуитет са Вучићевом. Према њиховим тврдњама, Ђиласа је наљутило што су га прозивали у присуству његове деце, те их је изразито вулгарно вређао, после чега је продужио у друштву свог телохранитеља. Реагујући на то, Ђилас је признао да се бурно понашао због тога што су га активисти вређали пред децом, кајући се због тога што је псовао чланове "Маркса21". Чланица председништва СНС-а, Биљана Поповић Ивковић је осудила овај чин, оптужујући СЗС за насиље.
Током посете француског председника, Емануела Макрона Србији 15. и 16. јула 2019. године, из контроверзних разлога је изостао његов сусрет са лидерима СЗС-а. На захтев француских новинара да то појасни, сам Макрон је тврдио да је то због чињенице да му је захтев за састанак касно упућен, док је путем "Твитер"-а, Драган Ђилас доказивао да је допис путем француске амбасаде у Београду послат још 9. јула. 
Ипак, представници СЗС-а су се састали са члановима Макроновог тима.

### Физички сукоби
У току јесени 2018. године, дошло је до неколико физичких инцидената, у које су били укључени активисти СЗС-а и симпатизери владајућег СНС-а.
Дана 4. новембра је дошло до инцидента у Врању, када су се сукобили чланови Народне странке и Српске напредне странке, за шта су из НС-а и остатка коалиције тврдили да је реч о нападу чланова СНС-а. Остатак опозиције је такође осудио овај инцидент, прихвативши да је СНС одговоран за њега.
Вероватно најзначајнији инцидент до тада се догодио 23. новембра, пре трибине Савеза за Србију у Крушевцу, када су лидер Левице Србије, Борко Стефановић, те још неколико активиста ове странке физички нападнути. Стефановић је ударен металном шипком у потиљак, те му је разбијена глава. Поред њега, повреде су задобили и други активисти странке − Бобан Јовановић, коме су избијени зуби, Марко Димић, те још неколико присутних. Овај инцидент је изазвао осуду готово целокупне српске опозиције, чији су се представници окупили наредног дана на конференцији за новинаре Савеза за Србију, износећи оптужбе на рачун Александра Вучића за организацију или "стварање атмосфере" која је довела до напада. Овај догађај је био директан повод за отпочињање протеста Један од пет милиона (видети одговарајућу секцију).

## Промене у чланству
Прва организација која је после оснивања потврдила придруживање коалицији је била локална група грађана "Пиротска нова снага", и то после трибине СЗС-а у Пироту 3. октобра 2018. У формирању локалног одбора у Бору су још учествовала и два локална удружења, "Избор постоји" и "Гласно за омладину". Ови покрети, као и још седам различитих организација су приступили Савезу за Србију 1. новембра 2018. године, поставши придружени чланови, а тиме и део Конференције за Србију.
Чланови коалиције су више пута истицали да она остаје отворена за све опозиционе странке, па тако и ДСС, СДС или ПСГ. Ипак, на конференцији за новинаре по оснивању коалиције, Вук Јеремић је истакао да је један од услова за приступање прихватање програма Савеза, што "донекле дивергира, када је у питању Покрет слободних грађана".
Као потенцијални члан Савеза за Србију, првих месеци је најчешће помињана Демократска странка Србије, чији је председник, Милош Јовановић, често истицао да су му прихватљиви ставови коалиције у вези са статусом Косова и Метохије. Сам Јовановић је 18. јула присуствовао једном од састанака лидера потоње коалиције. Ипак, на седници главног одбора ДСС-а 13. октобра, одлучено је да се до даљњег не улази у СЗС. Иако су поједини медији 31. октобра пренели да је ДСС дефинитивно одустао од уласка у коалицију, 1. новембра је члан председништва странке, Велимир Гавриловић истакао да идеја уласка у Савез једноставно тренутно није на агенди те организације. У новембру 2019. године, ДСС је био иницијатор формирања покрета Метла 2020.
Средином септембра 2018, поједини медији су пренели да су у току преговори Социјалдемократске странке Бориса Тадића о приступању савезу, те да нема објективних препрека за њено приступање коалицији, што би могло да се оствари током ране јесени. Члан председништва СДС-а, Константин Самофалов је потврдио да су преговори о току, али да одлука о приступању још увек није донесена, као и да ће јавност након преговора бити обавештена о свему. Он је истакао да се СДС залаже за савез "сродне опозиције", али да уједно не жели да допринесе додатној фрагментацији. Интересантно је како се сам Тадић свега месец и по дана раније успротивио уласку СДС-а у савез у коме би биле "Двери" и ДСС.
Средином новембра, председник Зелене еколошке партије, Дејан Булатовић је, гостујући у јутарњем програму телевизије Н1, потврдио да ће његова организација (после пређашњег напуштања Грађанског блока 381) највероватније ступити у Савез за Србију, признајући да су неформални разговори о том питању у току. Иако су поједини медији пренели да је ова партија приступила Савезу већ 4. децембра, то она није учинила до наредног таласа проширења, 23. јануара 2019. године.
Тог дана, укупно седам покрета и странака је приступило СЗС-у: Демократска заједница војвођанских Мађара, Зелена еколошка партија, Удружење "Чувари града" (раније Чувари Старог града), Војвођански клуб социјалиста, Српска монархистичка странка Српска слога, Удружење синдиката пензионисаних војних лица и Самостални синдикат поштанских радника.
Почетком марта, главни одбор Демократске странке је подржао иницијативу, којим ће се овој политичкој организацији припојити поједине партије и странке, које су се претходно издвојиле из ње. Медији спекулишу да ће се са ДС-ом ујединити Нова странка, Социјалдемократска странка, Заједно за Србију и различити појединци. 19. маја је формирана Унија Демократске странке, са ДС-ом, СДС-ом и ЗЗС-ом, при чему СДС није формално приступио Савезу за Србију. За јануар 2020. је најављено припајање СДС-а уједињеној Демократској странци, која ће наследити чланство у СЗС-у. Ипак, до краја фебруара те године, то још увек није реализовано, а упитна је и даља интеграција са ЗЗС-ом, после искључења те странке из СЗС-а (видети касније у тексту).
Формирање Странке слободе и правде (из неформалне групе блиске Ђиласу) у априлу 2019. је довело до тога да су се новој опцији придружили Левица Србије и Зелена еколошка партија, чиме је број чланица коалиције номинално смањен за две опције, јер је ЗЕП номинално постао ССП.
У децембру 2019. године, Здрава Србија је формирала предизборну коалицију са покретом СПАС Александра Шапића, чиме је де факто престало њено чланство у Савезу за Србију.
Знатно више медијске пажње је привукла одлука странке Заједно за Србију да учествује на локалним изборима у Шапцу (где чини окосницу власти), чиме је престало њихово чланство у Савезу (који бојкотује изборе на свим нивоима).
Почетком јула 2020. године, СЗС је имао последње проширење, када су део коалиције постали Државотворни покрет Србије, Грађанска платформа, Покрет слободна Србија. Ово је, пак, био прелазни корак ка трансформацији Савеза за Србију у шири блок.

## Крај рада и формирање Удружене опозиције Србије
На састанку дела опозиције који је бојкотовао изборе, прихваћена је иницијатива Савеза за Србију о формирању ширег заједничког опозиционог фронта, без оних који су учествовали на изборима. Формирање нове коалиције је финализовано 10. августа 2020. године, чиме је СЗС формално престао да постоји. Двери нису приступиле новом блоку.